# Alopecosa subrufa
Alopecosa subrufa är en spindelart som först beskrevs av Schenkel 1963.  Alopecosa subrufa ingår i släktet Alopecosa och familjen vargspindlar. Inga underarter finns listade i Catalogue of Life.